# The stones and lonely places sing
The stones and lonely places sing is een muziekstuk van Anthony Payne, gecomponeerd van december 1978 tot juli 1979.
Deze compositie, een muzikaal gedicht van 20 minuten, is geschreven voor een kamerensemble bestaande uit:

piccolo/dwarsfluit, (bas-)klarinet, hoorn, piano, viool, altviool en cello.

## Compositie

### Technisch verklaard
Het werk valt in zeven delen uiteen, zij worden echter zonder onderbreking uitgevoerd. Sectie I bevat de 2 thema's in onuitgewerkte vorm; Sectie II speelt zich af in het lagere register van de instrumenten; Sectie III geeft de 2 thema's meer klank; Sectie IV is het contrapunt van Sectie II, Sectie V in de inleiding tot Sectie VI, waar de 2 thema's volledig uitgewerkt zijn; Sectie VII, de finale.
Het eerste thema heeft iets weg van een vogeltje dat zingt.    

### Interpretaties
- De componist gaf zelf een aantal aanwijzingen, maar hij verklaarde meteen dat het werk niet als programmatisch moet worden gezien; pianoklanken geven de branding weer, de hoorn de niet bestaande klanken van stenen etc.
- Stel u webcam voor, die een verwilderde en verlaten rotstuin filmt. De plaats verandert niet; rotsen en planten kunnen niet weg; tegelijkertijd verandert de plaats steeds; door licht en schaduwen verandert het beeld; wind laat bladeren en stengels bewegen; insecten en vogels komen en gaan. Alles blijft dus hetzelfde maar alles is ook continu in beweging.

De première werd gegeven door het Nash Ensemble op 2 september 1979 in Londen tijdens de Proms. Het werk is opgedragen aan Amelia Freedman, die ook de opdracht voor het werk gaf.

## Bron
- Uitgave van NMC Recordings.